# 엑스노트 미니 X170
엑스노트 미니 X170(Xnote Mini X170)는 LG전자가 2010년 11월 8일에 출시한 넷북 컴퓨터이다.